# يوما ماتسوموتو
يوما ماتسوموتو (باليابانية: 松本 雄真) (مواليد 14 نوفمبر 1999) هو لاعب كرة قدم ياباني.

## وصلات خارجية
- يوما ماتسوموتو على موقع رابطة كرة القدم اليابانية للمحترفين (اليابانية)
- يوما ماتسوموتو على موقع قاعدة بيانات كرة القدم.إي يو (الإنجليزية)
- يوما ماتسوموتو على موقع Soccerway.com (الإنجليزية)
- يوما ماتسوموتو على موقع عالم كرة القدم.نت (الإنجليزية)